# Aeroport Internacional Princesa Juliana
L'Aeroport Internacional Princesa Juliana (IATA: SXM, OACI: TNCM) es troba a Sint Maarten, la part neerlandesa de l'illa de Sant Martí, i és el tercer aeroport amb major nombre de passatgers anuals al Carib, darrere de l'Aeroport Internacional Luis Muñoz Marín a San Juan, Puerto Rico, i l'Aeroport Internacional de Punta Cana a Punta Cana, República Dominicana. En moviments d'avions és el segon després de l'Aeroport Luis Muñoz Marín.